# Theritas crines
Theritas crines is een vlinder uit de familie van de Lycaenidae. De wetenschappelijke naam van de soort is voor het eerst geldig gepubliceerd in 1907 door Hamilton Herbert Druce. De soort komt voor in Colombia.